# Scirpus atrovirens
Scirpus atrovirens är en halvgräsart som beskrevs av Carl Ludwig von Willdenow. Scirpus atrovirens ingår i släktet skogssävssläktet, och familjen halvgräs. Inga underarter finns listade i Catalogue of Life.

## Bildgalleri

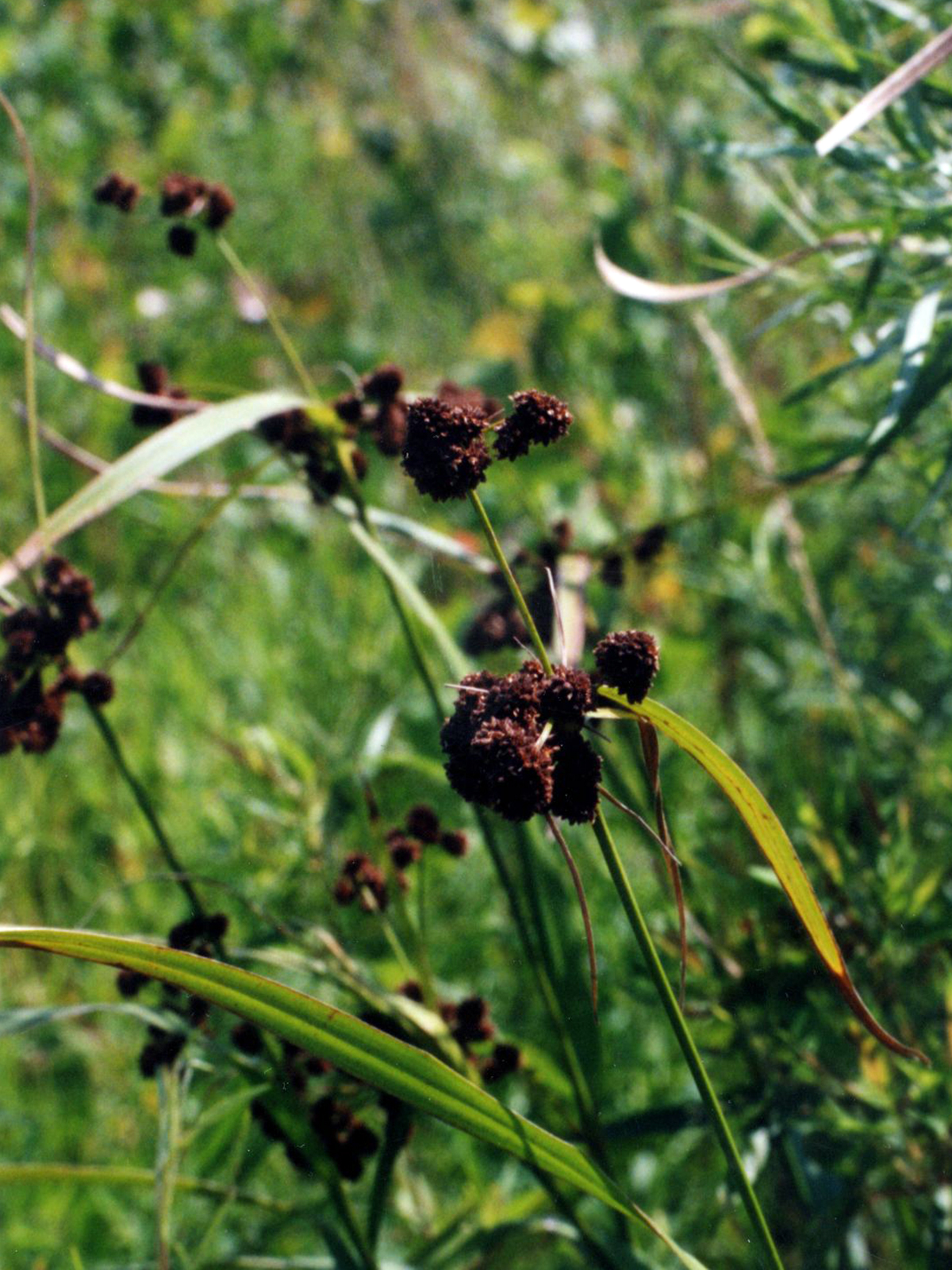
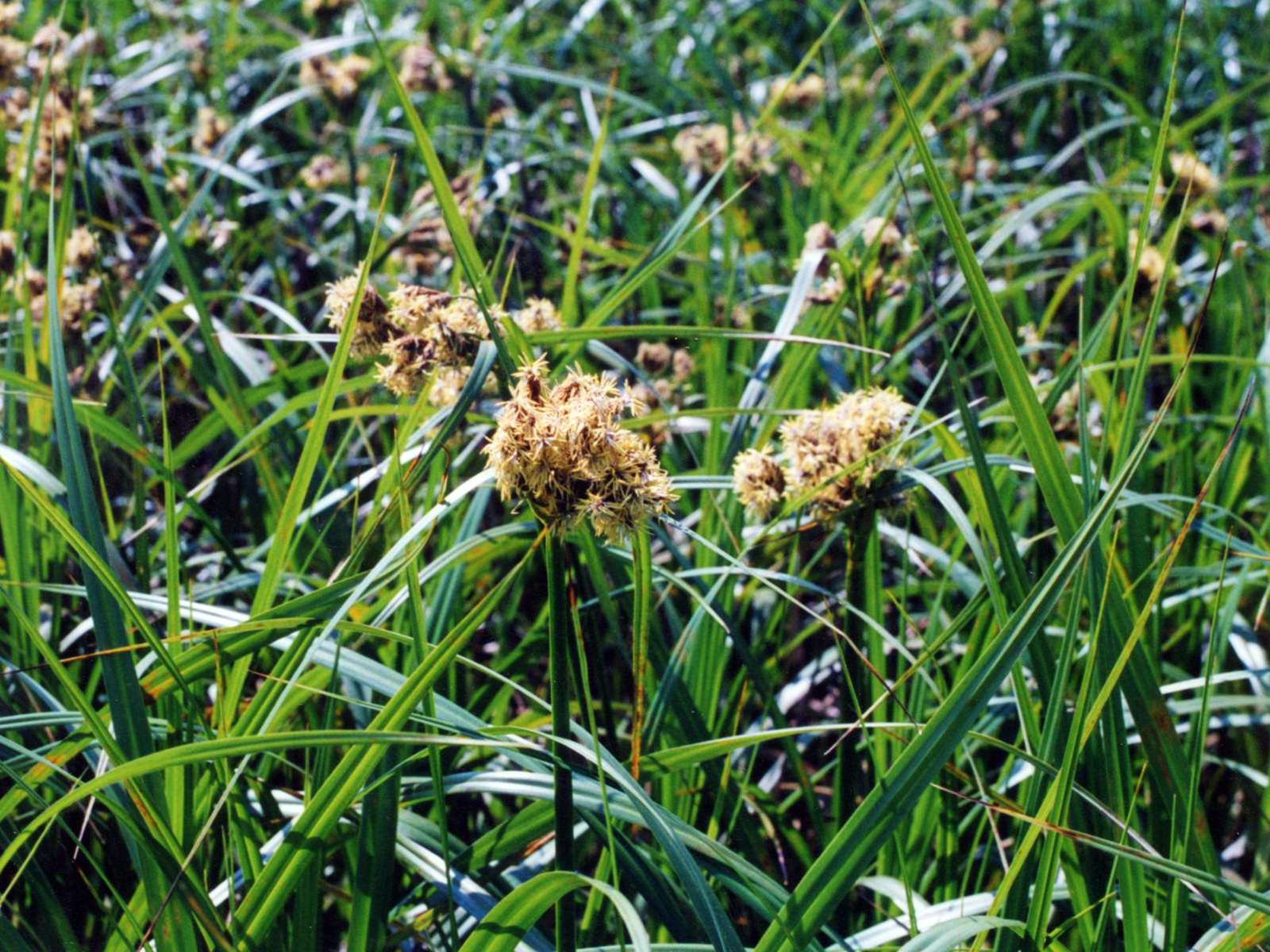
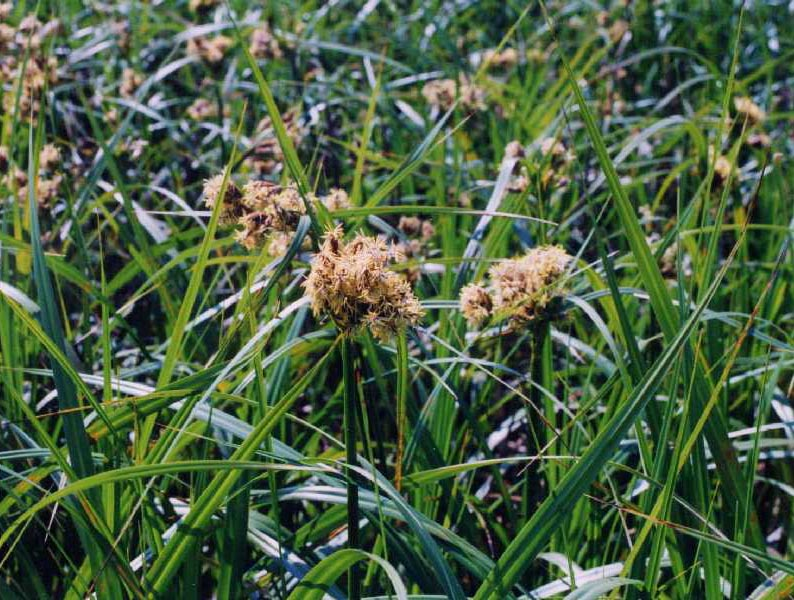